# Vladimir Jugheli
Vladimir "Valiko" Jugheli (in georgiano ვალიკო ჯუღელი?) (Tiflis, 1º gennaio 1887 – 1924) è stato un politico e militare georgiano.
Fu coinvolto nel movimento marxista in Georgia (allora parte dell'Impero russo) agli inizi del XX secolo. Dopo la scissione all'interno della Partito Social-Democratico Russo del Lavoro, di cui era membro, Jugheli si schierò con i bolscevichi, ma poi disertò per la fazione menscevica divenendone un membro influente. Dopo la Rivoluzione Russa del 1917, organizzò il distacco della Guardia Rossa che era stata rinominata in Guardia del Popolo della Georgia. Il 29 novembre 1917 comandò con successo il famoso assalto all'arsenale di Tbilisi custodito dai soldati russi pre-bolschevichi. Nel maggio 1918, fu riluttante a sostenere la proclamazione dell'indipendenza della Georgia, ma conservando ancora il suo posto. Come comandante della Guardia del Popolo, fu comunque assegnato a mantenere l'ordine pubblico. Durante il suo mandato, si guadagno la reputazione di soppressore spietato della rivolte agrarie in varie regioni della Georgia.
Nel marzo 1921, in seguito alla invasione sovietica della Georgia fu costretto all'esilio. Tornò nel 1924 per prendere parte alla ribellione anti-sovietica in Georgia, ma fu arrestato e quindi giustiziato dalla Cheka sovietica.